# Attatba
Attatba là một đô thị thuộc tỉnh Tipaza, Algérie. Dân số thời điểm năm 2002 là 22.002 người.